# Triftväxter
Triftväxter (Plumbaginaceae) är en familj av trikolpater där bland annat flera omtyckta trädgårdsväxter ingår. De flesta arterna i denna familj är fleråriga örter, men det finns även några lianer och buskar. Triftväxterna är hermafroditer och pollineras av insekter. De finns över hela världen och i nästan alla klimat, men framför allt förknippas de med kustområden och andra salthaltiga miljöer samt fuktiga marker såsom kärr.
Triftväxterna innehåller närmare 800 arter indelade i omkring 25 släkten. I Sverige förekommer som vildväxande endast tre arter i triftsläktet (Armeria) och rispsläktet (Limonium).
I äldre klassificeringssystem som Cronquistsystemet var triftväxterna ensamma placerade i ordningen Plumbaginales. Nyare klassificeringssystem, som Angiosperm Phylogeny Group placerar dem i Caryophyllales, och Plumbaginales är inte längre en ordning. 